# Pseudoleskea coreana
Pseudoleskea coreana är en bladmossart som beskrevs av Uno och E. Takahasi 1940. Pseudoleskea coreana ingår i släktet Pseudoleskea och familjen Leskeaceae. Inga underarter finns listade i Catalogue of Life.